# Antonio Pesenti
Antonio Pesenti (Zogno, 17 de maig de 1908 - Bèrgam, 10 de juny de 1968), era un ciclista italià que fou professional durant els anys 30 del segle xx. Era anomenat Il gatto di Zogno.
El seu major èxit com a ciclista professional va ser la victòria al Giro d'Itàlia de 1932.
Va participar en dues ocasions al Tour de França, assolint el pòdium en l'edició de 1931.
El seu fill Guglielmo Pesenti també fou ciclista professional.

## Palmarès
- 1928
  - 1r a la Copa Caldirola
- 1930
  - Vencedor d'una etapa al Giro d'Itàlia
- 1932
  -  1r de la classificació general del Giro d'Itàlia i vencedor d'una etapa
  - Vencedor d'una etapa al Tour de França

### Resultats al Giro d'Itàlia
- 1930. 5è de la classificació general. Vencedor d'una etapa
- 1931. 7è de la classificació general
- 1932. 1r de la classificació general. Vencedor d'una etapa
- 1936. 19è de la classificació general

### Resultats al Tour de França
- 1929. Abandona
- 1931. 3r de la classificació general
- 1932. 4t de la classificació general. Vencedor d'una etapa